# Ommegang (Lille)
De Ommegang is een processiepark in de Antwerpse plaats Lille, gelegen nabij de Wechelsebaan 88-90.
Deze ommegang ligt tamelijk achteraf en heeft veertien pijlerkapelletjes die in 1900 werden opgericht. In het midden hiervan vindt men een houten kruis met gietijzeren Christusbeeld, gegoten door gieterij Leonard Van Aerschot.